# 清水正之
清水 正之（しみず まさゆき、1947年(昭和22年) - ）は、日本の倫理学者、思想史家、学校法人聖学院理事長、聖学院大学学長。倫理学・日本倫理思想史専攻。

## 人物・来歴
神奈川県横浜市生まれ。1971年東京大学文学部倫理学科卒業。1977年同大学院人文科学研究科博士課程単位取得退学。三重大学人文学部助教授、教授、東京理科大学教授、2007年聖学院大学教授。2013年お茶の水女子大学博士（人文科学）。博士論文の題目は「国学の他者像 : 誠実と虚偽」。2015年4月より姜尚中の後任の聖学院大学学長に就任した。2017年4月より阿久戸光晴の後任の学校法人聖学院理事長に就任した。

## 著書
- 『国学の他者像 誠実と虚偽』（ぺりかん社） 2005
- 『日本の思想』（放送大学教育振興会） 2008
- 『日本思想全史』（筑摩書房、ちくま新書） 2014

### 共編
- 『甦る和辻哲郎 人文科学の再生に向けて』（佐藤康邦, 田中久文共編、ナカニシヤ出版、叢書倫理学のフロンティア） 1999

## 翻訳
- 『徳川イデオロギー』（ヘルマン・オームス、黒住真, 沢一, 頼住光子共訳、ぺりかん社） 1990

## 参考
- [ISBN　978-4-8315-1108-9]

## 註
1. ↑  https://id.ndl.go.jp/bib/024957788 2015年10月10日閲覧。
2. ↑  毎日新聞. “聖学院大:学長に清水副学長就任　姜尚中氏辞任で　／埼玉”. 2015年4月2日閲覧。